# Pimpla anomalensis
Espèce
Pimpla anomalensis est une espèce fossile d’insectes hyménoptères de la tribu des Pimplini, dans la grande famille des Ichneumonidae.

## Classification
L'espèce Pimpla anomalensis est décrite en 1937 par le paléontologue français Nicolas Théobald (1903-1981) dans sa thèse,. 

### Fossiles
L'holotype A66 de l'ère Cénozoïque, et de l'époque Oligocène (33,9 à 23,03 Ma) faisait partie de la collection de l'Institut géologique de Lyon et vient du gypse d'Aix-en-Provence. Il a un cotype l'échantillon F144 de la collection Fliche de l'école nationale des eaux et forêts de Nancy, venant des calcaires en plaquettes de Céreste dans les Basses-Alpes.

### Étymologie
L'épithète spécifique latine anomalensis signifie anormale, mais rappelle aussi l'histoire du taxon dont le premier genre attribué était Anomalon : voir paragraphe #Affinités.

## Description

### Caractères
La diagnose de Nicolas Théobald en 1937, : 

« Insecte noir à ailes transparentes. Tête transversale ; deux gros yeux saillants ; front légèrement proéminent ; antennes bien conservées (v. fig.), article basilaire court, le deuxième plus long, les suivants de plus en plus courts, cylindriques jusqu'au sixième ; au delà du sixième  les articles sont subcarés, presque sphériques, le dernier est légèrement renflé ; antennes presque aussi longues que le corps. Thorax ovale. Abdomen fusiforme. Tarière longue, exsertile. Pattes mal conservées ; fragments des pattes III grêles. Ailes hyalines, bien étalées, nervation complète ; stigma noir, large aréole presque rhomboïdale ; deuxkème nervure récurrente dirigée obliquement vers l'extérieur et l'arrière. ».

### Dimensions
La longueur totale est de 3,5 mm, la longueur de la tête est de 0,75 mm et la largeur de 0,6 mm, la longueur du thorax est de 1 mm et la largeur de 0,75 mm, la longueur de l'abdomen est de 1,75 mm et la largeur de 0,8 mm, la longueur des ailes est de 2,5 mm et la longueur des antennes est de 3 mm.

### Affinités
« Cet échantillon porte une note manuscrite de M. de Serres « Anomalon variegatum Jurine affinis pl. 8, fig 3 » et a été cité par cet auteur, p. 229, comme appartenant au g. Anomalon. Mais la conformation de l'abdomen subsessile et la nervation des ailes oblige à séparer cet échantillon des Anomalides. Ainsi, citons seulement que dans le genre Anomalon l'abdomen est pétiolé, l'aréole manque toujours. Aussi le rapprochons-nous de la famille des Pimplides. ».

## Biologie
« Le g. Pimpla est cosmopolite. ».

## Galerie
- Quelques espèces vivantes du genre Pimpla.
- Pimpla turionellae.
- Pimpla ovivora.
- Pimpla sp., femelle.

### Publication originale
- [1937] Nicolas Théobald, « Les insectes fossiles des terrains oligocènes de France 473 p., 17 fig., 7 cartes,13 tables, 29 planches hors texte », Bulletin Mensuel de la Société des Sciences de Nancy et Mémoires de la Société des sciences de Nancy, Imprimerie G. Thomas,‎ 1937, p. 1-473 (ISSN 1155-1119 et 2263-6439, OCLC 786027547). .